# Austrothemis nigrescens
Austrothemis nigrescens es la única especie del género monotípico de libélulas Austrothemis, en la familia Libellulidae.

## Distribución
Esta especie es endémica de Australia. Se encuentra en el sureste de Queensland, el este de Nueva Gales del Sur, Victoria, Tasmania, Australia del Sur meridional y el sudeste de Australia Occidental.